# Schimpfwort
Ein Schimpfwort oder Scheltwort (wissenschaftlich auch: Maledictum, meist im Plural: Maledicta) ist ein Wort, das eine Person (seltener: ein Objekt) mit einer (stark) abwertenden Bedeutung (Pejorativ) besetzt und sie auf diese Weise beleidigt oder herabsetzt.
Sprachwissenschaftlich gehören Schimpfwörter zu den rhetorischen Stilmitteln, angewendet in gesprochenen oder geschriebenen Texten. Sie lassen sich konkreten Stilmittelausprägungen wie Dysphemismus, Pejoration, Sarkasmus oder Antiphrasis (siehe Liste rhetorischer Stilmittel) zuordnen.

## Probleme der Definition
Die Unterdisziplin der Sprachwissenschaft, die sich mit dem Schimpfen und mit Schimpfwörtern beschäftigt – die Malediktologie –, ist derzeit noch wenig entwickelt. So bestehen bis heute nur Umschreibungen, aber noch keine unter Linguisten allgemein anerkannte Definition des Begriffs „Schimpfwort“. Obwohl kaum strittig ist, dass es sich bei Schimpfwörtern mehrheitlich um Substantive und Adjektive handelt, sind Sprachwissenschaftler sich noch nicht einig, welche Wortarten überhaupt in Frage kommen und ob auch Redewendungen Schimpfwörter sein können. Wenn Schimpfwörter unter rein lexikalischen Gesichtspunkten bzw. nur hinsichtlich ihrer Denotation betrachtet werden, entziehen sie sich einer Definition, weil viele von ihnen ebenso in beleidigender Weise wie auch in neutraler Weise verwendet werden können (Beispiel: Schwein). Auch ein harmlos neckender oder gar kosender Gebrauch ist denkbar (Beispiel: Du Äffchen). Obwohl viele Wörter regelmäßig die Konnotation eines Schimpfwortes tragen (Beispiel: Schwuchtel), müssen in anderen Fällen auch parasprachliche (Tonfall), körpersprachliche (Mimik, Gestik), syntaktische und kontextuelle Momente berücksichtigt werden.
Um diesen Schwierigkeiten Rechnung zu tragen, hat Reinhold Aman eine sehr weit gefasste Definition vorgeschlagen: Jedes Wort, das aggressiv verwendet wird, ist ein Schimpfwort.

## Begriffsabgrenzung
Das Schimpfwort muss von folgenden ähnlichen Worttypen unterschieden werden:
- Ein Vulgarismus ist derb, ordinär oder obszön und verletzt damit das Schamgefühl. Viele Schimpfwörter sind gleichzeitig Vulgarismen (Beispiel: Wichser); bei anderen Schimpfwörtern fehlt das Moment der Vulgarität (Beispiel: Pappnase). Umgekehrt sind Vulgarismen, die nicht auf eine Beleidigung abzielen, keine Schimpfwörter (Beispiel: arschkalt).
- Diskriminierende Schimpfwörter finden sich im deutschen Sprachraum beispielsweise als rassistische, chauvinistische, sexistische und homophobe Herabwürdigungen, sowie Schimpfwörter, die Menschen wegen ihres Glaubens oder wegen einer Behinderung diskriminieren. Eine diskriminierende Bezeichnung gegen ethnische Gruppen wird auch Ethnophaulismus genannt. Schimpfwörter dieser Art gehen oft mit Stereotypisierungen von Gruppen einher.
- Ein Fluchwort kann zweierlei Funktionen erfüllen: 1. Als Kraftausdruck drückt es nicht so sehr eine Beleidigungsabsicht aus, als vielmehr Ärger, Enttäuschung, Erstaunen oder Überraschung (Beispiel: Scheiße!). 2. Auf eine Person (seltener: ein Objekt) bezogen, bildet es eine Verwünschung, drückt also den Wunsch aus, dass jemandem ein Unheil widerfahren soll (Beispiel: Geh’ zum Teufel!).
- Eine Blasphemie ist das Verhöhnen bestimmter Glaubensinhalte einer Religion. Blasphemische Fluch- und Kraftwörter (Beispiel: ital. porco dio, „Gott [ist ein] Schwein“, entspricht etwa den deutschen Interjektionen verflucht!, verdammt!) sind besonders in traditionell katholischen Kulturen verbreitet.[3]

## Abwertende Bedeutungen

### Verunreinigung, Körperausscheidung und Ekel
Zahlreiche Schimpfwörter verunglimpfen den Beschimpften, indem sie ihn mit Verunreinigung oder den Organen bzw. Produkten der Exkretion in Verbindung bringen oder als ekelhaft bezeichnen. Im Deutschen werden viele Schimpfwörter aus Wörtern wie Schmutz, Dreck, Abschaum, Mist, Scheiße, Arsch, pissen, Ekel oder kotzen gebildet (Beispiele: Arschloch, Scheißer, Mistkerl). Die Verwendung solcher Ausdrücke wird als Koprolalie bezeichnet. Im Englischen entsprechen dem Schimpfwörter wie asshole, shit bag und old fart (= „alter Furz“), im Französischen z. B. salaud und merde (Letzteres im Sinne von: widerwärtige Person). Im Italienischen wird das Wort stronzo, das ursprünglich ein festes, zylindrisches Kotstück bezeichnet, im Sinne von „Idiot“ verwendet. Im Chinesischen werden viele Schimpfwörter aus dem Wort sǐ (死, tot, aasig, stinkend) abgeleitet, z. B. sǐ pì yǎn (死屁眼, sinngemäß: „verfluchtes Arschloch“) oder sǐ sānbā (死三八, „stinkendes Flittchen“).

### Sexuelle Bedeutungen
Viele Schimpfwörter bringen den Beschimpften mit Genitalien in Verbindung (Beispiele: Fotze, Sackgesicht). Im Italienischen entsprechen dem Ausdrücke wie faccia di cazzo („Schwanzgesicht“), testa di cazzo („Schwanzkopf“), faccia di culo („Arschgesicht“) oder coglione („Hoden“). Im Chinesischen bedeutet das Schimpfwort shǎbī (傻屄, dumme Vagina) so viel wie „dumme Person“, chòubī (臭屄) so viel wie „stinkende Fotze“, und zhuāngbī (装屄/裝屄, sich als Vagina verstellen) so viel wie „Angeber“.
Ebenso verbreitet sind Schimpfwörter, die aus sexuellen Handlungen abgeleitet sind (Wichser, Schwanzlutscher). Viele Schimpfwörter bezeichnen Personen als homosexuell (Schwuchtel, Homo) oder transsexuell (Transe, Schwanzfrau). Gesellschaftliche Gruppen, die mit solchen Schimpfwörtern stigmatisiert werden, münzen diese Wörter gelegentlich um, bis sie wertneutral sind (Geusenwort; Beispiele: schwul, engl. queer).
Pejorativ sind auch Wörter, die den Bezeichneten mit Promiskuität oder Prostitution (Hure [heute tendenziell ein Geusenwort], Nutte, Schlampe, Hurenbock) in Verbindung bringen. Im Chinesischen gibt es z. B. das Schimpfwort chòu biǎozi (臭婊子, stinkende Hure). Frauen mit wechselnden Sexualpartnern werden als húli jīng (狐狸精, Fuchs-Geist, Füchsin), sānbā (三八, wörtlich: 3-8 = 8. März = Internationaler Frauentag, sinngemäß: Dummkopf, Großmaul, Schlampe), gōng gòng qì chē (公共汽车/公共汽車, wörtlich: „öffentlicher Bus“), biǎozi (婊子, Hure) oder jiàn nǚ rén (贱女人, billige Frau, Flittchen) beschimpft.
Andere Schimpfwörter bringen den Bezeichneten mit passiv erlittenem Ehebruch (Hahnrei) oder mit einer unehelichen Geburt (Bastard) in Verbindung. Im Chinesischen ist u. a. das Schimpfwort wángbā (王八, Bastard) verbreitet.
Im Spanischen wird wie im Italienischen „vor allem auf die Familie, die Virilität im Besonderen und die Sexualität im Allgemeinen gezielt“. Abgesehen von hijo de puta („Hurensohn“), gibt es besonders in Mexiko zahlreiche Ableitungen und Kombinationen des Verbs chingar, das neben anderen Bedeutungen auch die von „ficken“ hat, etwa: chinga tu madre („Fick deine Mutter“) oder hijo de la chingada („Sohn der Gefickten“).

### Tiernamen
Wenn der Bezeichnete mit einem (eventuell auch erfundenen) Tiernamen belegt wird (Tiermetapher), so wird ihm damit nicht nur das Menschsein bzw. die Menschenwürde abgesprochen (Entmenschlichung), sondern auch die abwertenden Bedeutungen des betreffenden Tieres zugeschrieben. Die pejorativen Bedeutungen, mit denen einzelne Tierarten belegt werden, sind kulturell bestimmt:
- Das Hausschwein gilt im Deutschen als unreines Tier. Daraus ergeben sich Schimpfworte wie Schwein, Rübenschwein, Drecksau oder milder: Ferkel.
- Während die Hausziege im Deutschen als widerspenstiges, eigensinniges Tier betrachtet wird (Zicke), entspricht das spanische Schimpfwort cabrón („Ziegenbock“) etwa dem deutschen Ausdruck „Arschloch“.
- Der Haushund steht im Deutschen für Niedrigkeit (Hund, Hundsfott). Entsprechende chinesische Schimpfwörter sind gǒuzǎizi (狗崽子/狗仔子, Hundesohn) und gǒu niáng yǎng de (狗娘养的/狗娘養的, Sohn einer Hündin).
- Im Chinesischen gibt es das Schimpfwort yín chóng (淫蟲, lüsterner Wurm) für Bordellbesucher bzw. Männer, die gern Sex mit Frauen haben; der Ausdruck ist sehr viel milder als entsprechende Bezeichnungen für promiske Frauen.

### Weitere sprachliche Herleitungen
Schimpfwörter werden abgeleitet aus Begriffen, die …
- das andere Geschlecht herabsetzen (Tussi, Bitch, Macho, Softie …).
- körperliche Merkmale bezeichnen[5] (Fettsack, Pickelgesicht, Ohrwaschlkaktus …).
- der Gegenseite körperliche oder geistige Mängel zuschreiben (Krüppel, Mongo, Spast, Irrer, Missgeburt, Idiot, Kretin …). Bei solcher Verwendung wird in der Regel außer Acht gelassen, dass die von der Krankheit Betroffenen dabei diskriminiert werden.[6]
- der betroffenen Person eine negativ konnotierte Eigenschaft zuschreiben (z. B. Langsamkeit bei Lahmarsch oder Trantüte)
- der Gegenseite pauschal Unfähigkeit oder Schwäche zuschreiben[5] (Versager, Loser, Taugenichts, Pechvogel, Opfer …).
- die zu beleidigende Person ironisch aufwerten (Besserwisser, Blitzmerker, Schnelldenker …).
- rassistisch sind (Nigger, Japse, Kanake, Judensau, Kaffer, …).
- chauvinistisch andere Ethnien oder soziale Kategorien herabsetzen (Kraut- oder Kartoffelfresser, Ösi, Ossi, Besserwessi, Piefke, Polack, Spaghettifresser …); vgl. Ethnophaulismus.
- eine andere konfessionelle Gruppe bezeichnen (Marranen, Quäker, Pietcong …).
- Wortneuschöpfungen sind, meistens Wortverbindungen (häufig Scheiß- mit beliebigem Zusatzwort, aber auch kreativere wie Warmduscher, Turnbeutelvergesser oder Loriots Jodelschnepfe aus dem Sketch Kosakenzipfel).
- als Vornamen mit einer Abwertung oder Problematik assoziiert werden können (Horst, Schaklin, Detlef, Hubert, Herbert, Adolf, Jesus …).

## Schimpfwörter in anderen Sprachen
In vielen anderen Sprachen überwiegen Schimpfwörter aus der sexuellen Sphäre (beispielsweise engl. fuck, ital. cazzo, span. chingado oder coño, poln. kurwa oder chuj), die in der Regel als weniger anstößig empfunden werden als im Deutschen. Dagegen werden fäkalsprachliche Worte, die im Deutschen „gängiger“ sind und als weniger „schlimm“ empfunden werden, vor allem im romanischen und angelsächsischen Kulturkreis als ausgesprochen grob und schwer beleidigend aufgefasst. Schwedische Schimpfwörter beziehen sich oft auf die Hölle (z. B. helvete) und den Teufel (fan), auf Gesäß (arsle) und Fäkalien (skit). Unterscheidend für niederländische Schimpfwörter ist die häufige Verwendung von Krankheiten als Beschimpfung. Im Niederländischen ständig als Schimpfwort benutzte Krankheiten sind u. a. „kanker“ (Krebs), „tering“ (Tuberkulose) und „klere“ (Cholera), wobei diese Krankheiten oft in einer Zusammensetzung mit „-lijer“ (Leidende) angetroffen werden.
Der im Italienischen früher häufiger verwendete politisch unkorrekte Ausdruck scemo di guerra („Kriegsidiot“) bezieht sich auf einen psychisch Kriegsversehrten.
Die Anwendung des Internets in weiten Kreisen der Bevölkerung führt auch zu einer Verbreitung einschlägiger englischsprachiger Schimpfwörter.

## Psychologie des Schimpfwortgebrauchs
Der individuelle und regionale Schimpfwortgebrauch ist eine Erkenntnisquelle für Psychologen, da Schimpfwörter häufig mit Trieben und Tabus verknüpft sind. Sie geben daher Aufschluss über individuelle und kollektive Charakteristika. Der Schimpfwortgebrauch kann nach dem Freud’schen psychosexuellen Phasenmodell systematisiert werden. Schimpfen mit analem Vokabular wird in diesem Zusammenhang mit starkem Ordnungs- und Reinlichkeitssinn in Verbindung gebracht (stark verbreitet in Deutschland, Österreich, Schweiz, Japan), während ödipale Beschimpfungen (z. B. motherfucker) häufig mit hoher nach außen getragener Sexualmoral bzw. patriarchalen Strukturen in Verbindung gebracht wird (z. B. USA, Türkei, Serbien, Kroatien, Griechenland). Auf derselben Ebene schwingen Beschimpfungen, die mit promiskem weiblichen Verhalten zu tun haben (Schlampe, Hure, Nutte, Hurensohn), die auf ein hohes Mutterideal schließen lassen (besonders ausgeprägt in der Schweiz und Italien). Eine Besonderheit sind Flüche in Italien, die sich auf Gott beziehen (z. B. porco dio = Schweinsgott oder porca madonna = Schweinsmadonna), die auf ein hohes Religiositätsideal in der Gesellschaft schließen lassen.

### Schimpfwörter als Abwehrreaktion
Im Allgemeinen wird der Gebrauch von Schimpfwörtern als ein Angriffsakt durch abwertende oder beleidigende Worte verstanden. In einer erweiterten Bedeutung betrachtet beispielsweise Sigmund Freud (in ) das Schimpfen und die Verwendung von Schimpfwörtern auch als einen Reaktionsmechanismus, um eine durch einen psychischen Eindruck entstandene Erregung (‚Trauma‘) abzubauen: Jedes Individuum versucht (um seine Gesundheit zu erhalten), gesteigerte Erregungen durch eine der Erregung mehr oder minder adäquate Reaktion zu verkleinern. Ein Schimpfwort kann hierbei der „Ersatz für die Tat“ sein, z. B. für andere, körperliche Reaktionen. Bei gänzlich unterbliebener Reaktion behält das Trauma seinen ursprünglichen Affekt. Ohne Abbau des Reizzuwachses kann das betreffende Ereignis zu einem psychischen Trauma werden. Der gesunde psychische Mechanismus hat allerdings auch andere Mittel, den Affekt abzubauen, die ‚assoziative Verarbeitung‘, d. h. in sich kontrastierende Vorstellungen (etwa von der eigenen Würde oder von der Würdelosigkeit des Beleidigers) wachzurufen.
Sowohl im Angriffsmodus als auch zum Frustabbau ist also „Schimpfen die verbale Reaktion auf eine Frustration ...“ (Wilfried Seibicke in ).

### Schimpfwörter als Erziehungsmittel
Als Erziehungsmittel scheint das Schimpfwort gänzlich ungeeignet zu sein. Verhalten des Kindes/Jugendlichen, das vom Erziehenden mit Schimpfwörtern verfolgt wird, wird mit großer Wahrscheinlichkeit nicht abgebaut, wie es vermutlich beabsichtigt ist. Eher tendiert das monierte Verhalten dazu, interessanter zu werden, was die Häufigkeit (bzw. Attraktivität) meist noch steigert. Damit verschärft sich die Problematik – ganz abgesehen von der Verschlechterung des Erzieher-Kind-Verhältnisses, das für gelingende Erziehungsprozesse gut sein sollte.

## Historisches, Soziales, Rechtliches
Beim Schimpfen kann man fast jedes Wort als Schimpfwort verwenden, doch sind dies dann keine Schimpfwörter im linguistischen Sinn. „Gehobene“ soziale Schichten vermeiden Schimpfwörter. „So etwas sagt man nicht.“ Deshalb gibt es in gehobenem Sprachgebrauch erheblich weniger Schimpfwörter als in der Vulgärsprache.
Der Gebrauch von Schimpfwörtern unterscheidet sich stark nach Alter, Gesellschaftsschicht und Geschlecht, auch gibt es Modetrends. Begriffe, die ursprünglich keine Schimpfwörter waren, können sich zu solchen entwickeln (Pejoration), wie Zigeuner oder Dirne, andererseits können Schimpfwörter sich zurückentwickeln, wenn Beschimpfte das Wort positiv umdeuten (Geusenwort; Beispiele Krüppel oder schwul).

„Ich bin schwul – und das ist auch gut so!“

Im juristischen Sinn handelt es sich je nach dem Zusammenhang, in welchem ein Schimpfwort gebraucht wird, um eine Beleidigung (§§ 185-189 StGB Beleidigung, Verleumdung, üble Nachrede). Systematisches Beschimpfen kann als Diffamierung geahndet werden.
In Strafverfahren ist es allerdings oft schwierig zu entscheiden, welche konkreten Wörter als beleidigend anzusehen sind. So wurde ein Mann zu einer Geldstrafe von 20 Tagessätzen verurteilt, nachdem er Polizisten als „Fisch“ bezeichnet hatte; das Verfahren gegen einen Rentner, welcher einen Taxifahrer als „Rucksack“ bezeichnet haben soll, wurde aber eingestellt, da die Richterin dieses Wort nicht als Beleidigung ansah.